# UNOVIS

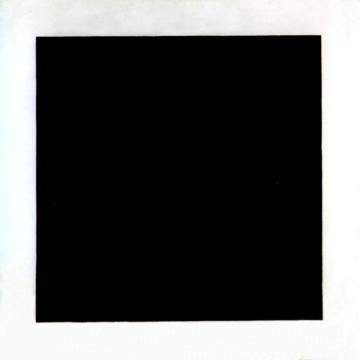
Quadrado negro de Kazimir Malevich, símbolo do grupo.

UNOVIS (também conhecido como MOLPOSNOVIS e POSNOVIS) foi um grupo de artistas Russos, fundado e orientado por Kazimir Malevich na Escola de Artes de Vitebsk em 1919. Embora de curta duração, o grupo foi influente durante o modernismo soviético.
Inicialmente formado por estudantes e conhecido como MOLPOSNOVIS, o grupo foi formado para explorar e desenvolver novas teorias e conceitos artísticos. Sob a liderança de Malevich, o nome foi mudado para UNOVIS, focando-se sobretudo nas suas ideias sobre o suprematismo e produzindo uma série de projectos e publicações cuja influência na vanguarda russa e no estrangeiro foi imediata e profunda. O grupo desmembrar-se-ia em 1922.
O nome UNOVIS é uma abreviatura em russo de "Utverditeli Novogo Iskusstva" ou Os Campeões da Nova Arte", enquanto POSNOVIS foi uma abreviatura de "Posledovateli Novogo Iskusstva" ou Seguidores da Nova Arte, e MOLPOSNOVIS abreviatura de Jovens Seguidores da Nova Arte.

## Fundação e crescimento

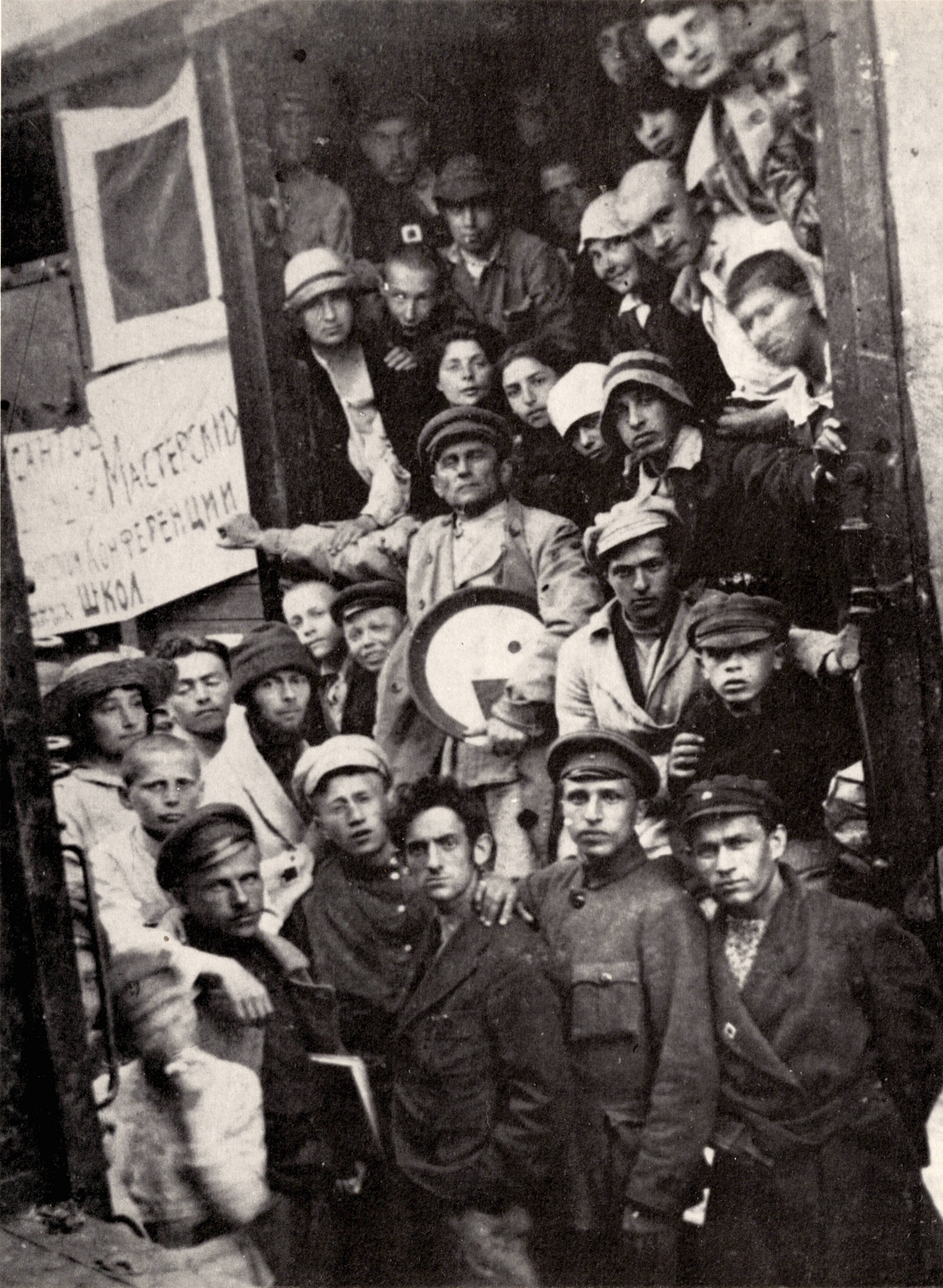
Fotografia de grupo dos membros UNOVIS, com Malevich ao centro.

Na sua curta história, o grupo sofreu várias alterações. Inicialmente fundado como MOLPOSNOVIS, o grupo começou a integrar alguns professores da escola e rapidamente evoluiu para POSNOVIS. O grupo era bastante activo, trabalhando em inúmeros projectos e experiências, em praticamente todos os media disponíveis na época. Em Janeiro de 1920, Malevich foi convidado a leccionar na escola por Marc Chagall e imediatamente nomeado pela directora da escola à época, Vera Yermolayeva, para gerir um atelier de ensino. Em Fevereiro do mesmo ano, sob a liderança de Malevich, o grupo trabalharia num Ballet suprematista, coreografado por Nina Kogan, e precursor da influente ópera futurista de Aleksander Kruchenykh, Vitória Sobre o Sol. A seguir a esta produção, o grupo POSNOVIS sofreu alterações profundas e foi renomeado UNOVIS em 14 de Fevereiro de 1920.

## Expansão e influência
No início de 1920, Marc Chagall designou Malevich como seu sucessor na direcção da escola. Malevich aceitou e rapidamente reorganizou não só o grupo UNOVIS, mas todo o programa de ensino. Transformou o UNOVIS numa organização plenamente estruturada, formando também o Conselho UNOVIS. Entretanto, as teorias e estética do grupo evoluíam rapidamente nas mãos de Malevich e dos estudantes e professores, de entre os quais se incluíam os artistas notáveis El Lissitzky, Nikolai Suetin, Ilia Chashnik, Vera Ermolaeva, Anna Kagan, e Lev Yudin. O objectivo do grupo fora introduzir os ideais suprematistas à sociedade Russa, trabalhando com, e para, o governo Soviético.
O grupo levou as suas ideias para a rua, ostentando grande parte da cidade de Vitebsk com arte e propaganda suprematista. Ainda assim, Malevich possuía planos mais ambiciosos e incentivava os seus estudantes a fazer trabalhos maiores e de cerácter permanente, sobretudo arquitectura. El Lissitzky, que na época era director da faculdade de arquitectura, trabalhou com Ilia Chashnik, uma estudante sua, realizando gratuitamente projectos pouco ortodoxos: edifícios flutuantes e estruturas gigantescas de aço e vidro, a par de projectos mais realistas para complexos residenciais e até um púlpito para a praça central. Ilia sucederia a Lissitzky na direcção da faculdade, juntamente com o seu colega Lazar Khidekel.
Adoptando o ideal comunista, o grupo escolheu partilhar a autoria e responsabilidade por todos os trabalhos produzidos. Assinavam todos os trabalhos com um simples quadrado negro, uma homenagem a uma obra anterior de Malevich. Isto tornar-se-ia de facto o sinete do grupo, substituindo iniciais ou nomes individuais.
Em Junho de 1920, as ambições do grupo precipitaram-se, culminando numa colecção impressa das teorias do grupo e na participação na Primeira COnferência Russa de Professores e Alunos de Artes, que teve lugar em Moscovo. Os estudantes que realizaram a viagem de Vitebsk para Moscovo rapidamente distribuíram trabalhos artísticos, manifestos, revistas, desdobráveis e cópias das obras Almanaque UNOVIS e Dos Novos Sistemas na Arte, de Malevich. O Grupo foi bastante sucedido na obtenção de reconhecimento e tornar-se-ia respeitado como um movimento de grande influência.

## Dissolução e legado
Enquanto a sua influência na arte perdurou por gerações, a sua popularidade entrou em declínio imediatamente a seguir à conferência. Em 1922, o núcleo principal fragmentou-se, e formaram-se duas facções opostas. Malevich e os seus seguidores advogavam métodos práticos e produtivos de mudança social, enquanto os restantes tendiam para um suprematismo mais filosófico, trabalhando no aprofundamento de pressupostos teóricos e ideológicos. Por esta altura, muitos dos artistas originais associados ao UNOVIS já se tinham mudado para outras escolas, cidades e movimentos. No entanto, mesmo depois da dissolução do grupo, continuaram a aparecer, durante anos, publicações ostentando o símbolo do quadrado negro.ations bearing the UNOVIS black square appeared for years.